# Eurydema ventralis
Punaise du chou
Espèce
Eurydema ventralis, la Punaise du chou, est une espèce d'insectes hémiptères hétéroptères de la famille des Pentatomidae.

## Description
Cette punaise possède des antennes à cinq articles, comme tous les insectes de la famille des Pentatomidae (penta = 5). Son scutellum recouvre la moitié antérieure des ailes qui sont donc en partie visibles. Il existe une autre espèce très proche, Eurydema ornata, avec laquelle elle peut être confondue.

## Systématique
Le nom valide complet (avec auteur) de ce taxon est Eurydema ventralis Kolenati (d), 1846.
Ce taxon porte en français le nom vernaculaire ou normalisé suivant : Punaise du chou.
Eurydema ventralis a pour synonymes :
- Eurydema ornata var. dissimilis (Fieber, 1861)[4]
- Eurydema ornatum var. pectoralis (Fieber, 1861)[4]
- Eurydema ornatum var. ventralis Kolenati, 1846[4]
- Eurydema ventrale Kolenati, 1846[5]
- Rubrodorsalium ventralis Kolenati, 1846[5]
- Strachia ornata var. dissimilis Fieber, 1861[4]
- Strachia ornata var. pectoralis Fieber, 1861[4]